# 滝山城 (三河国)
滝山城（たきやまじょう）は、愛知県岡崎市宮崎町にあった中世の日本の城（山城）。

## 概要
『額田町史』によると初代城主は奥平信丘と記されている。久保城とともに、滝山合戦の戦場の一つとされている。

## 関連事項
- 岡崎市
- 額田町